# Venerdì 13 parte VII - Il sangue scorre di nuovo
Venerdì 13 parte VII - Il sangue scorre di nuovo (Friday the 13th Part VII: The New Blood) è un film del 1988 diretto da John Carl Buechler.
La pellicola è il settimo capitolo della saga cinematografica horror Venerdì 13, uscito nelle sale nel 1988 e diretto da John Carl Buechler. Il film è anche il primo della serie a introdurre Kane Hodder nel ruolo di Jason Voorhees, che riprenderà nei film seguenti (escluso il crossover e il remake/reboot).

## Trama
Alcuni giorni dopo al precedente massacro, la piccola Tina Shepard, in seguito ad una lite tra i suoi genitori, scopre di possedere poteri telecinetici che purtroppo provocano la morte del padre, proprio sulle rive del famigerato Crystal Lake.
6 anni dopo, nel 1996, la stessa Tina si reca nella vecchia casa al lago assieme alla madre e al suo medico, il dottor Crews, per trovare una spiegazione ai suoi poteri e poter guarire dalla psiche. La casa accanto alla loro è stata affittata da un gruppo di ragazzi (Nick, Melissa, Eddie, Robin, David, Maddy, Ben, Kate, Sandra e Russell) per il week-end e festeggiare il compleanno dell'amico, Michael cugino di Nick. Durante le prime sedute terapeutiche i poteri telecinetici di Tina e le continue visioni non accennano a diminuire e durante una fuga in riva al lago e davanti al punto in cui morì il padre, Tina prova a farlo rivivere e riemergere dal lago, ma, invece, spezza la catena che teneva Jason, oramai dimenticato da tempo, intrappolato in fondo al Crystal Lake e quando vede lo vede emergere dall'acqua, sviene.
Da quel momento, Jason ricomincia ad uccidere tutti coloro che incontra, iniziando da Jane la fidanzata di Michael che la uccide alla gola con un picchetto per poi uccide anche lui con la stessa arma colpendolo alla schiena. Mentre Tina continua ad essere preda di visioni riguardanti Jason e la morte di sua madre per mano di quest'ultimo. Jason incontra coppia di campeggiatori, e con il suo braccio uccidere Dan facendo un buco sulla sua schiena e poi uccide la fidanzata Judy sbattendola nel suo sacco a pelo contro un albero.
Jason uccide i ragazzi della festa per cominciare da Russel squarciandoli la faccia con il machete e poi affoga la fidanzata Sandra nel lago, poi accoltella Maddy allo stomaco nel fienile, fracassa il cranio a Ben e conficca la trombetta all'occhio sinistro alla fidanzata Kate, accoltella Dave per poi decapitarlo, squarcia la gola a Eddie e scaraventa dalla finestra Robin, la fidanzata di Dave. 
Nel frattempo la madre di Tina scopre le reali intenzioni del dottor Crews: egli non voleva guarire Tina, ma registrare i suoi poteri extrasensoriali e documentarci sopra. Avendo capito di essere state ingannate, Tina e la madre preparano le valigie per partire la mattina successiva. Avendo inoltre scoperto che il dottore vuole riportarla in ospedale poiché la ritiene pericolosa, Tina fugge con l’auto, ma durante il tragitto un’altra visione la fa uscire di strada, la ragazza viene quindi aiutata da Nick e i due rinvengono il cadavere di Michael mentre la signora Shepard e il dottor Crews si mettono sulle tracce della ragazza, incamminandosi nel bosco. Intanto Tina e Nick tornano in casa della ragazza, intenti ad informare gli amici del pericolo, ma tutti sono già morti, eccetto la prepotente Melissa che si dirige in casa di Tina, Tina dopo aver visto che la madre non è in casa va a cercarla nella foresta. Tuttavia, può solo constatarne la morte poiché il dottor Crews l'ha utilizzata come scudo, per non venire ucciso da Jason, che viene uccisa da una falce da giardino poco dopo morirà pure lui squartato da un taglia siepi elettrico. 
Tina, dopo aver momentaneamente steso Jason, la ragazza torna in casa e con Nick tentano di avvisare Melissa di non uscire all'esterno: la ragazza non vuole ascoltarli, e apre la porta e viene uccisa da Jason, con un colpo di ascia in faccia. Tina quindi, accecata dalla rabbia e rimasta sola con Nick, unico ragazzo scampato alla strage, utilizza il suo potere telecinetico contro Jason, tuttavia, gli attacchi di Tina scalfiscono a malapena Jason, il cui unico danno grave è la distruzione della sua maschera da hockey.
Dopo altri futili tentativi, durante i quali la casa di Tina viene distrutta da un'esplosione provocata da un incendio appiccato da quest'ultima per eliminare Jason, la ragazza si ritrova ad affrontarlo sullo stesso pontile dove 6 anni prima aveva inavvertitamente ucciso il padre, con un ultimo sforzo Tina riesce a far riemergere il cadavere di suo padre dal lago, che trascina Jason in acqua, incatenandolo di nuovo sul fondo di Crystal Lake. Il mattino dopo con una squadra di pompieri giunta il mattino seguente sul luogo dell'esplosione portati via Tina e Nick in ambulanza.

## Produzione

### Sviluppo
Inizialmente questo film era stato pensato per unire sullo schermo Jason e Freddy Krueger per la prima volta. Tuttavia, quando la Paramount e la New Line dimostrarono di non trovarsi d'accordo, lo script fu modificato nel risultato che poi il pubblico ha conosciuto. Freddy e Jason si incontreranno solo nel 2003 in Freddy vs. Jason.
Walt Gorney, l'attore che nel film L'assassino ti siede accanto ha il ruolo di Ralph il Matto, torna in questo film come voce narrante all'inizio del film.
Kane Hodder aveva partecipato a tutte le scene pericolose.

### Riprese
Le riprese si sono svolte da ottobre a novembre 1987, nella contea di Baldwin in Alabama in USA.

### Colonna sonora
Il film presenta cinque canzoni originali realizzate dalla band canadese FM. La maggior parte dei brani, tuttavia, sono composizioni già usate nei precedenti sequel.

## Distribuzione
Il film è uscito nelle sale statunitensi il 13 maggio 1988.

## Accoglienza

### Incassi
Il film in USA ha incassato 19 milioni di dollari, a fronte di un budget di 2,8 milioni.

### Critica
Il film ricevette generalmente critiche negative, sull'aggregatore di recensioni Rotten Tomatoes ha ottenuto un punteggio medio del 32% su 100% basato su 22 recensioni di critici cinematografici. Su Imdb la media dei voti del pubblico è di 5.3 su 10 .